# Omladinski košarkaški klub Beograd
L'O.K.K. Belgrado, ufficialmente Omladinski košarkaški klub Beograd è una società cestistica, parte della polisportiva che comprende anche la squadra di calcio dell'OFK Belgrado, avente sede a Belgrado, in Serbia. Fondata nel 1945, gioca nel campionato serbo.
Disputa le partite interne nella Šumice Sport Center, che ha una capacità di 2.000 spettatori.

## Palmarès
- YUBA liga: 4

1958, 1960, 1963, 1964
- Coppa di Jugoslavia: 2

1960, 1962
- Coppa di Jugoslavia: 1

1993